# Cestas
Cestas – miejscowość i gmina we Francji, w regionie Nowa Akwitania, w departamencie Żyronda.
Według danych na rok 1990 gminę zamieszkiwało 16 768 osób, a gęstość zaludnienia wynosiła 168 osób/km² (wśród 2290 gmin Akwitanii Cestas plasuje się na 26. miejscu pod względem liczby ludności, natomiast pod względem powierzchni na miejscu 34.).

## Współpraca
- Fürstenwalde/Spree, Niemcy
- Licata, Włochy
- Sanok, Polska